# Orahili Tanoseo
Orahili Tanoseo is een bestuurslaag in het regentschap Gunungsitoli van de provincie Noord-Sumatra, Indonesië. Orahili Tanoseo telt 341 inwoners (volkstelling 2010).